# Ingsta
Ingsta är en småort i Hudiksvalls kommun och kyrkbyn i Rogsta socken, Hälsingland. 
Ingsta ligger strax öster om Hudiksvall, på väg ut mot Hornslandet och Hölick. Orten har en egen kyrka i centrum, Rogsta kyrka. Vidare finns en hembygdsgård, ett föräldra-kooperativt dagis och ett ålderdomshem, Ingstahemmet.
Norra Hälsinglands Järnväg hade en station väster om Ingsta benämnd Rogsta.

## Kända personer
- Olof Broman
- Ingelbertus Olai Helsingus, stamfader för släkten Terserus